# Dominic Lüthard

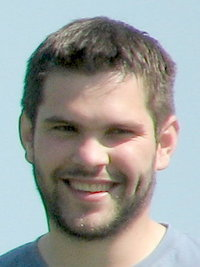
Dominic Lüthard an der Schlachtfeier in Sempach 2008.

Dominic Lüthard (* 1983) ist der ehemalige Vorsitzende der rechtsextremen Partei National Orientierter Schweizer (PNOS) bis Oktober 2019.

## Leben und Wirken

### Musiker
Lüthard war Sänger und Mitbegründer der rechtsextremen Band Indiziert. Die Band ist für rassistische Texte und Auftritte im Umkreis der Blood-and-Honour-Bewegung bekannt.

### Politische Karriere
Lüthard war im Juli 2004 einer der Gründer der Helvetischen Jugend (HJ). Diese Gruppe galt als Nachwuchsorganisation der PNOS.
In den 1990er Jahren hatte sich Lüthard laut eigenen Angaben für den Tierschutz engagiert, zum Beispiel gegen die Aufhebung des Schächtverbots. Später war er Mitglied der Freiheitspartei, die er verliess, als sich diese wieder als «Autopartei» neu definierte. Er wurde Mitglied der SVP, für die er für den Grossrat kandidiert hatte. Später schloss ihn die Partei aus.
Seit 2007 engagiert er sich in der PNOS.
Am 20. Oktober 2019 trat Dominic Lüthard nach sieben Jahren von seinem Amt als Parteipräsident zurück. Florian Gerber, bisher stellvertretender Parteipräsident, wurde als neuer Parteipräsident gewählt. 2022 wurde die PNOS aufgelöst.

### Internationale Kontakte
Lüthard trat mit Indiziert im September 2009 in Verona und im September 2008 Lyon im Gedenken an Ian Stuart, dem Gründer von Blood and Honour auf. 2018 nahm Lüthard an einem Nationalisten-Kongress in den USA teil.

### Gerichtsverfahren
Im Jahr 2002 wurde Lüthard wegen Landfriedensbruchs und Körperverletzung verurteilt. Grund war eine Zusammenrottung vor dem Langenthaler Spital, in diesem Zusammenhang soll er gemäss Blick auch auf Türken eingeschlagen haben und dafür zu acht Tagen Gefängnis verurteilt worden sein.
Im Herbst 2008 bezeichnete er die damalige Miss Schweiz Whitney Toyloy als «Geschwür», dafür wurde er im Februar 2009 mit Geldstrafe von 15 Tagessätzen à 110 Franken, einer Busse von 500 Franken und Verfahrenskosten in Höhe von 300 Franken verurteilt. Im April wurde Lüthard von den Vorwürfen freigesprochen.
Im Abstimmungskampf zur Minarett-Initiative im Jahr 2010 wischte Lüthard mit einem Besen papierene Minarette von einer Schweizer Fahne. Ihm wurde vorgeworfen, damit auf ein Wahlplakat der Nationalen Front von 1933 angespielt zu haben. Erstinstanzlich wurde Lüthard vor einem Gericht in Burgdorf freigesprochen. Das bernische Obergericht bestätigte dieses Urteil zweitinstanzlich.
Lüthard wurde 2014 vom Vorwurf freigesprochen, dass er die Ehre des Anwalts der islamischen Gemeinschaft Langenthal verletzt habe. Er hatte den Anwalt als «Gutmenschen» und «Besserwisser» bezeichnet.